# Vsak je sam
»Vsak je sam« je skladba skupine  Hazard iz leta 1980. Avtor glasbe je Tadej Hrušovar, besedilo je napisal Dušan Velkaverh.

## Slovenska popevka '80
Med 2. in 4. oktobrom 1980 se je skupina Hazard s to skladbo premierno predstavila na Slovenski popevki, kjer je osvojila tretjo nagrado občinstva.

## Snemanje
Snemanje in miks sta potekala v Studiu Akademik. Leta 1981 je izšla na njihovem debitantskem singlu pri ZKP RTV Ljubljana, na A-strani pa je »Marie, ne piši pesmi več«.

## Zasedba

### Produkcija
- Tadej Hrušovar – glasba
- Dušan Velkaverh – besedilo
- Braco Doblekar – producent, aranžma

### Studijska izvedba
- Dominik Trobentar – solo vokal, bas kitara
- Braco Doblekar – saksofon, konge, vokal
- Miro Čekeliš – bobni
- Dare Petrič – kitara
- Dani Gančev – vokal

## Mala plošča
7" vinilka (1981)
- »Marie, ne piši pesmi več« (A-stran) – 3:05
- »Vsak je sam« (B-stran) – 3:40

## Alenke Godec
Leta 2008 je Alenka Godec naredila priredbo pesmi, ki je postala uspešnica ter bila tudi največkrat predvajana slovenska skladba leta 2009.